# Linear Tape Open

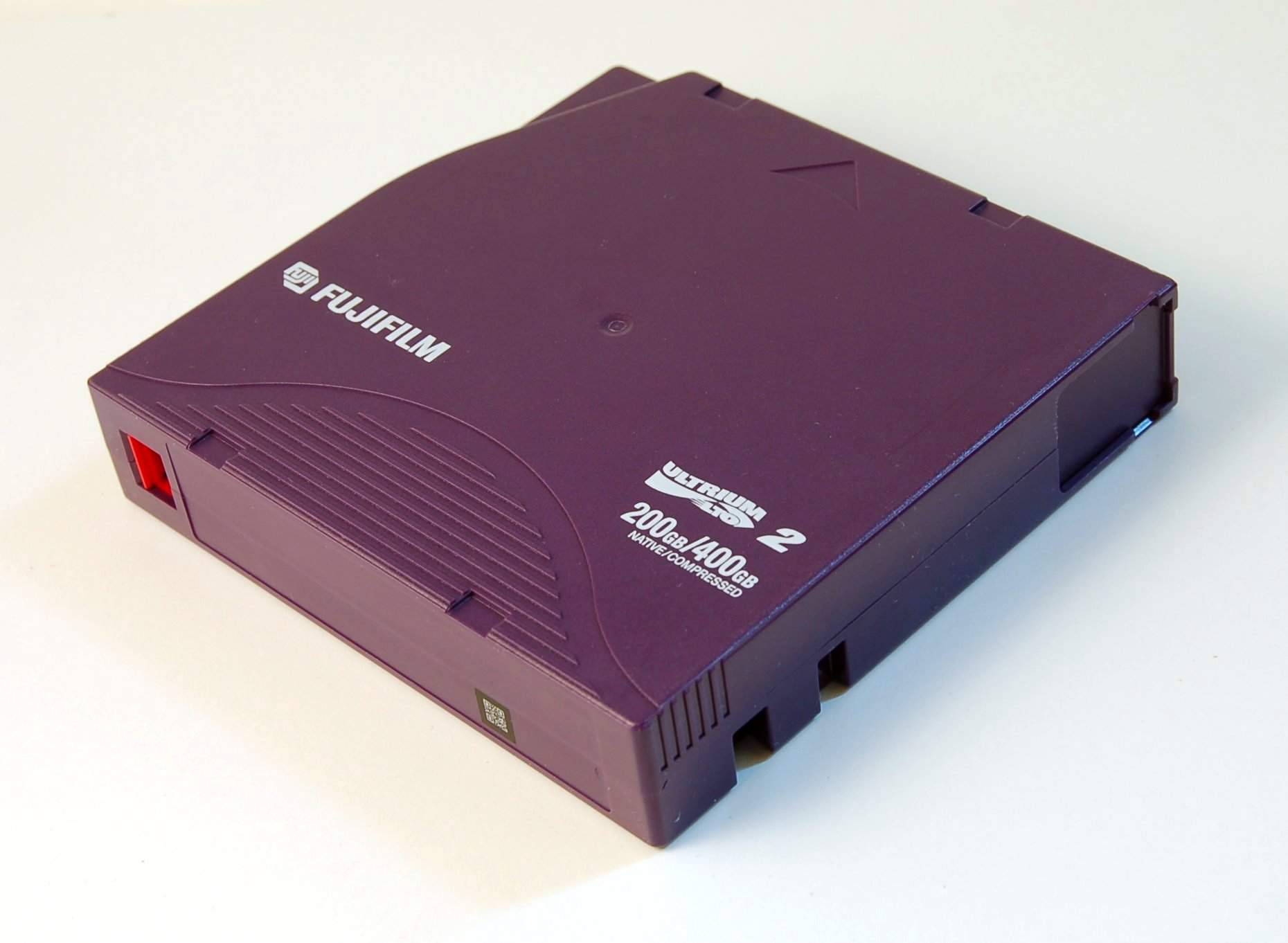
LTO-2 cartridge

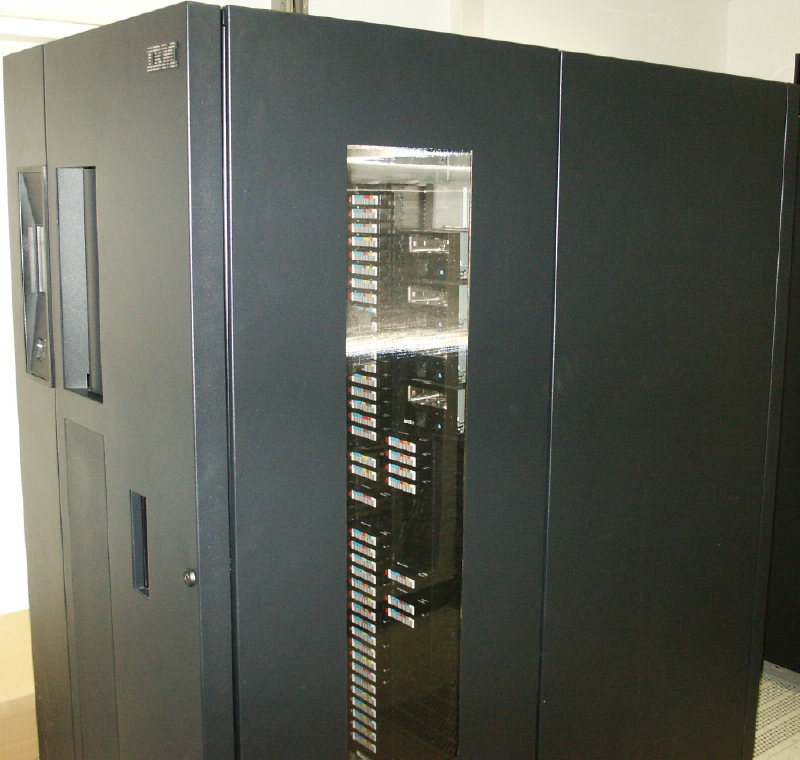
IBM 3584 Ultrium Library

Linear Tape Open (LTO) je v informatice technologie, která se používá pro záznam dat na magnetické pásky. Vznikla ve spolupráci firem IBM, Hewlett-Packard a Seagate. LTO je otevřený formát pro páskové produkty určené pro použití ve středně náročných systémech (anglicky midrange) a na ostatních serverech.
Základními kroky k zajištění ochrany investic zákazníků bylo poskytnutí mapy dalšího vývoje LTO technologie a stanovení struktury k zajištění zpětné kompatibility LTO produktů od různých výrobců.
V průběhu vývoje LTO technologie vzešly z různých aplikačních požadavků definice dvou základních formátů: Ultrium a Accelis. Ultrium vyhovuje požadavkům kladeným zejména na vysokou kapacitu a výkon při zápisu. Accelis je určen pro použití s aplikacemi vyžadujícími rychlý přístup k datům.
Produkty založené na technologii LTO jsou na trhu od září 2000. Základem této technologie je vícekanálový serpentinový lineární zápis, který využívá 384 podélných stop zaznamenaných na půlpalcové páskové médium. V jednom okamžiku je zapisováno nebo čteno 8 stop, přičemž zapisovaná data jsou verifikována. Vysoká hustota a spolehlivost je umožněna technologií „timing based servo“, která využívá pro nastavení hlav průběžné čtení předem nahraných „servo“ stop. Datovou integritu zajišťuje speciální kód určený ke korekci chyb. Bezkontaktní radiofrekvenční modul s vlastní pamětí o kapacitě 4096 bajtů (LTO-CM), který je umístěn přímo na cartridge, umožňuje ukládat statistické údaje o historii pásky a uživatelem specifikovaná data (možnost použití aplikacemi).

## Generace
|                                     | Generace | Generace         | Generace         | Generace         | Generace       | Generace       | Generace       | Generace       | Generace | Generace | Generace | Generace |
| Vlastnosti                          | LTO-1    | LTO-2            | LTO-3            | LTO-4            | LTO-5          | LTO-6          | LTO-7          | LTO-8          | LTO-9    | LTO-10   | LTO-11   | LTO-12   |
| ----------------------------------- | -------- | ---------------- | ---------------- | ---------------- | -------------- | -------------- | -------------- | -------------- | -------- | -------- | -------- | -------- |
| Vydáno roku                         | 2000     | 2003             | 2005             | 2007             | 2010           | 2012           | 2015           | 2017           | 2021     | Plán     | Plán     | Plán     |
| Skutečná kapacita (bez komprese)    | 100 GB   | 200 GB           | 400 GB           | 800 GB           | 1,5 TB         | 2,5 TB         | 6,0 TB         | 12 TB          | 18 TB    | 36 TB    | 72 TB    | 144 TB   |
| Max. rychlost (MB/s) (bez komprese) | 20       | 40               | 80               | 120              | 140            | 160            | 300            | 360            | 400      |          |          |          |
| WORM (Write Once Read Many)         | Ne       | Ne               | Ano              | Ano              | Ano            | Ano            | Ano            | Ano            | Ano      |          |          |          |
| Šifrování                           | Ne       | Ne               | Ne               | Ano              | Ano            | Ano            | Ano            | Ano            | Ano      |          |          |          |
| Tloušťka pásky                      | 8,9 µm   | 8,9 µm           | 8,0 µm           | 6,6 µm           | 6,4 µm         | 6,1 µm         | 5,6 µm         | 5,6 µm         | 5,2 µm   |          |          |          |
| Délka pásky                         | 609 m    | 609 m            | 680 m            | 820 m            | 846 m          | 885 m          | 960 m          | 960 m          | 1035 m   |          |          |          |
| Počet stop                          | 384      | 512              | 704              | 896              | 1280           | 2176           | 3584           | 6656           | 8960     |          |          |          |
| Zápisové prvky                      | 8        | 8                | 16               | 16               | 16             | 16             | 32             | 32             | 32       |          |          |          |
| Zapsaných stop na 1 průběh          | 12       | 16               | 11               | 14               | 20             | 34             | 28             | 52             |          |          |          |          |
| Lineární hustota (bit/mm)           | 4880     | 7398             | 9638             | 13250            | 15142          | 15143          | 19094          | 20668          |          |          |          |          |
| Kódování záznamu                    | RLL 1,7  | RLL 0,13/11;PRML | RLL 0,13/11;PRML | RLL 0,13/11;PRML | 32/33 RLL PRML | 32/33 RLL;NPML | 32/33 RLL;NPML | 32/33 RLL;NPML |          |          |          |          |

### Životnost pásky
Základní charakteristiky životnosti LTO pásek:
- 15 až 30 let archivace[1][2]
- 5000 založení pásky do mechaniky[2]
- přibližně 260 plných záznamu (plným záznamem je zápis, který úplně zaplní kapacitu pásky)[1]

Životnost ovlivňují další způsoby zacházení s páskou:
- plnění pásky pouze do 50 % kapacity znamená, že bude provedena pouze polovina cyklů nutných pro úplné zaplnění pásky, takže životnost se zdvojnásobí
- LTO používá technologii, kdy je záznam na pásce kontrolován ihned při zápisu (anglicky verify-after-write),[3] avšak některé páskové jednotky provádějí kontrolu čtením v samostatném cyklu až po zápisu, což způsobí zdvojnásobení počtu cyklů na vytvoření jedné zálohy, takže životnost pásky je redukována na polovinu

Následující údaje o životnosti vycházejí ze specifikace pásek od firmy Imation z roku 2008:
| Všeobecné vlastnosti | Všeobecné vlastnosti | Všeobecné vlastnosti | Všeobecné vlastnosti       | Všeobecné vlastnosti     | Životnost pásky | Životnost pásky           | Životnost v rocích za předpokladu, že… | Životnost v rocích za předpokladu, že… |
| Typ pásky            | Skutečná kapacita    | Počet stop           | Stop zapsaných na 1 průběh | Cyklů pro zaplnění pásky | Celkem cyklů    | Celkem cyklů čtení/zápisu | …bude celá páska zaplněna za měsíc     | …bude celá páska zaplněna za týden     |
| -------------------- | -------------------- | -------------------- | -------------------------- | ------------------------ | --------------- | ------------------------- | -------------------------------------- | -------------------------------------- |
| LTO-1                | 100 GB               | 384                  | 8                          | 48                       | 9600            | 200                       | 17                                     | 4                                      |
| LTO-2                | 200 GB               | 512                  | 8                          | 64                       | 16000           | 250                       | 21                                     | 5                                      |
| LTO-3                | 400 GB               | 704                  | 16                         | 44                       | 16000           | 364                       | 30                                     | 7                                      |
| LTO-4                | 800 GB               | 896                  | 16                         | 56                       | 11200           | 200                       | 17                                     | 4                                      |
| LTO-5                | 1500 GB              | 1280                 | 16                         | 80                       | –               | –                         | –                                      | –                                      |
| LTO-6                | 2500 GB              | 2176                 | 16                         | 136                      | –               | –                         | –                                      | –                                      |

## Technologie

### Barium Ferritová technologie
V roce 2010 firmy IBM a FUJIFILM Corporation uvedly na trh novou Barium Ferritovou technologii záznamové vrstvy datových pásek. Tato technologie umožní ve svém důsledku vývoj datových pásek o kapacitách až 35TB. Základem této technologie jsou Barium Ferritové (BaFe) částice, které jsou oproti klasickým MP částicím záznamové vrstvy stabilnější a menší, což vede ke zlepšení vlastností magnetické záznamové vrstvy. Tato technologie našla uplatnění v šesté a sedmé generaci LTO pásek.
V roce 2015 předvedly firmy IBM a FUJIFILM pásku s kapacitou 220 TB používající zápisovou hlavu založenou na barium-ferritové technologii (BaFe) a čtecí hlavu založenou na GMR (giant magnetoresistive) technologii.